# Comusia apicalis
Comusia apicalis är en skalbaggsart som först beskrevs av Maurice Pic 1922.  Comusia apicalis ingår i släktet Comusia och familjen långhorningar.
Artens utbredningsområde är Laos. Inga underarter finns listade i Catalogue of Life.